# 熊谷直好
熊谷 直好（くまがい なおよし、天明2年2月8日（1782年3月21日） - 文久2年8月8日（1862年9月1日））は、江戸時代後期の歌人。初名は信賢。通称は八十八・助左衛門。号は長春亭・軽舟亭・桃屋。周防国岩国藩士。なお、平安時代末期の武将熊谷直実の24世と称した。

## 生涯

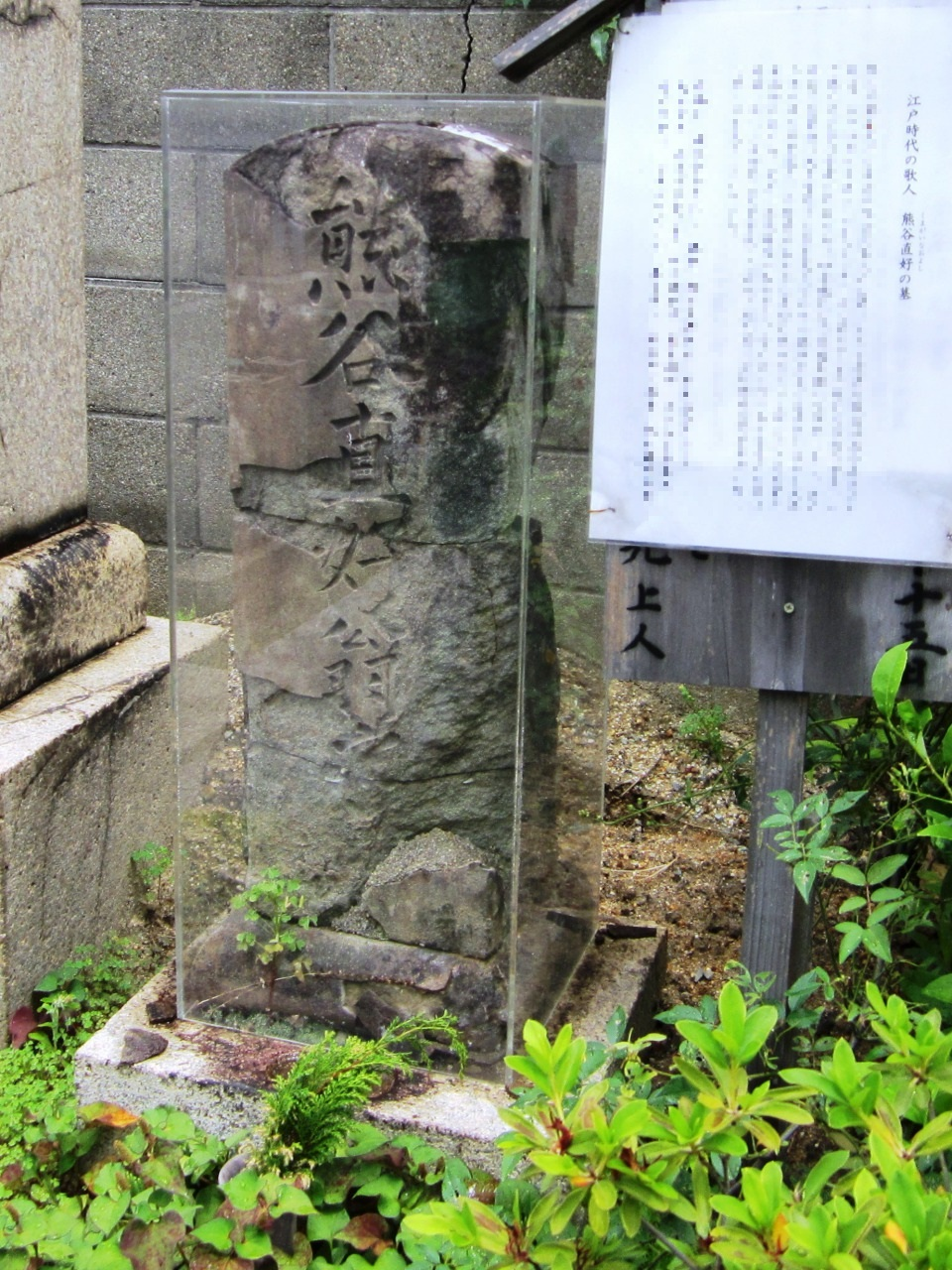
大阪府大阪市天王寺区西念寺の墓

萩藩藩士となった安芸熊谷氏分家の出身。熊谷信直の五男・熊谷就真が熊谷騒動（毛利家による熊谷本家・熊谷元直の粛清事件）に連座、萩を追われて岩国に一時滞在し、のち一族が赦された際、就真の子・正勝は萩に戻らず岩国藩士となった。この子孫が直好である（『角川日本姓氏歴史人物大辞典』）。
19歳の時上洛して香川景樹に師事、桂門1000人中の筆頭と称された。香川景樹の桂園十哲の一人にも数えられる。文政8年（1825年）香川家の扶持問題に絡んで脱藩している。京都に住んだが、その後大阪へ移った。
歌集に「浦のしお貝」、著書に「梁塵後抄」「法曹至要抄註釈」「古今和歌集正義序註追考」など。弟子に間島冬道などがいる。

## 参考資料
- 『角川日本姓氏歴史人物大辞典』